# Erwin Thijs
Erwin Thijs, né le 6 août 1970 à Tongres, est un coureur cycliste belge.

## Biographie
Vainqueur du Circuit franco-belge en 1992, Erwin Thijs commence sa carrière professionnelle en 1993 dans l'équipe Collstrop. Il remporte le Hel van het Mergelland cette année-là.
À la fin de l'année 2000, il s'engage avec l'équipe Lotto. Il ne courra cependant pas avec celle-ci. Un taux de caféine élevé est détecté dans son urine prélevée lors des championnats de Belgique contre-la-montre. Suspendu trois mois, Lotto le licencie immédiatement. Thijs fait alors son retour chez Vlaanderen 2002, puis revient chez Collstrop-Palmans en 2001.
Erwin Thijs se rend populaire par ses nombreuses échappées, notamment lors des grandes classiques. Ainsi, lors du Tour des Flandres 2002, il attaque seul au 15e kilomètre et n'est repris par le groupe des favoris qu'à l'approche du Mur de Grammont. En signe de respect le vainqueur du jour Andrea Tafi lui adresse une tape amicale dans le dos,.
Erwin Thijs met fin à sa carrière en octobre 2007 après un critérium disputé en son honneur à Bilzen en présence de nombreux coureurs belges et néerlandais.

## Palmarès

### Palmarès amateur
- 1987
  - 2e du championnat de Belgique sur route débutants
- 1988
  - Circuit Het Volk juniors
  - 5e du championnat du monde sur route juniors
- 1991
  - 2ea étape du Tour du Limbourg amateurs
  - 3e du Tour de Guadeloupe
- 1992
  - Classement général du Circuit franco-belge
  - 5eb étape du Tour de Liège (contre-la-montre)
  - 2e du Grand Prix de Waregem
  - 2e de Hasselt-Spa-Hasselt
  - 2e du Tour du Limbourg amateurs
  - 2e de la Flèche ardennaise
  - 3e du Tour des Flandres amateurs

### Palmarès professionnel
| - 1993 - Hel van het Mergelland - 1994 - 2e étape du Circuit de la Sarthe - 3e du Circuit de la Sarthe - 1996 - Bruxelles-Ingooigem - 2e du Drielandenomloop - 1997 - 2e étape du Circuito Montañés - 2e du Tour du Limbourg - 2e de l'OZ Wielerweekend - 3e de la Flèche hesbignonne - 3e du Grand Prix de la ville de Vilvorde - 1998 - Flèche ardennaise - 2e de l'OZ Wielerweekend - 2e du Grand Prix de Hannut - 1999 - 3e du Ster der Beloften - 3e de l'OZ Wielerweekend | - 2000 - Tour du Limbourg - 3e étape du Dekra Open Stuttgart - 2e et 3e étapes du Ster der Beloften - 2001 - Grote Prijs Dr. Eugeen Roggeman - 2e du Tro Bro Leon - 3e de À travers Gendringen - 2002 - Stadsprijs Geraardsbergen - 4e étape du Tour de la Région wallonne - 2e de la Flèche brabançonne - 2003 - Flèche hesbignonne - 2004 - Grand Prix Beeckman-De Caluwé - 2005 - 4e étape du Ster Elektrotoer - 2006 - Colliers Classic - Flèche hesbignonne - 6e étape de la Course de la Paix |

## Classements mondiaux
| Année           | 2005 | 2006 |
| --------------- | ---- | ---- |
| UCI Europe Tour | 354e | 105e |